# Cristo in trono tra la Vergine e san Giovanni

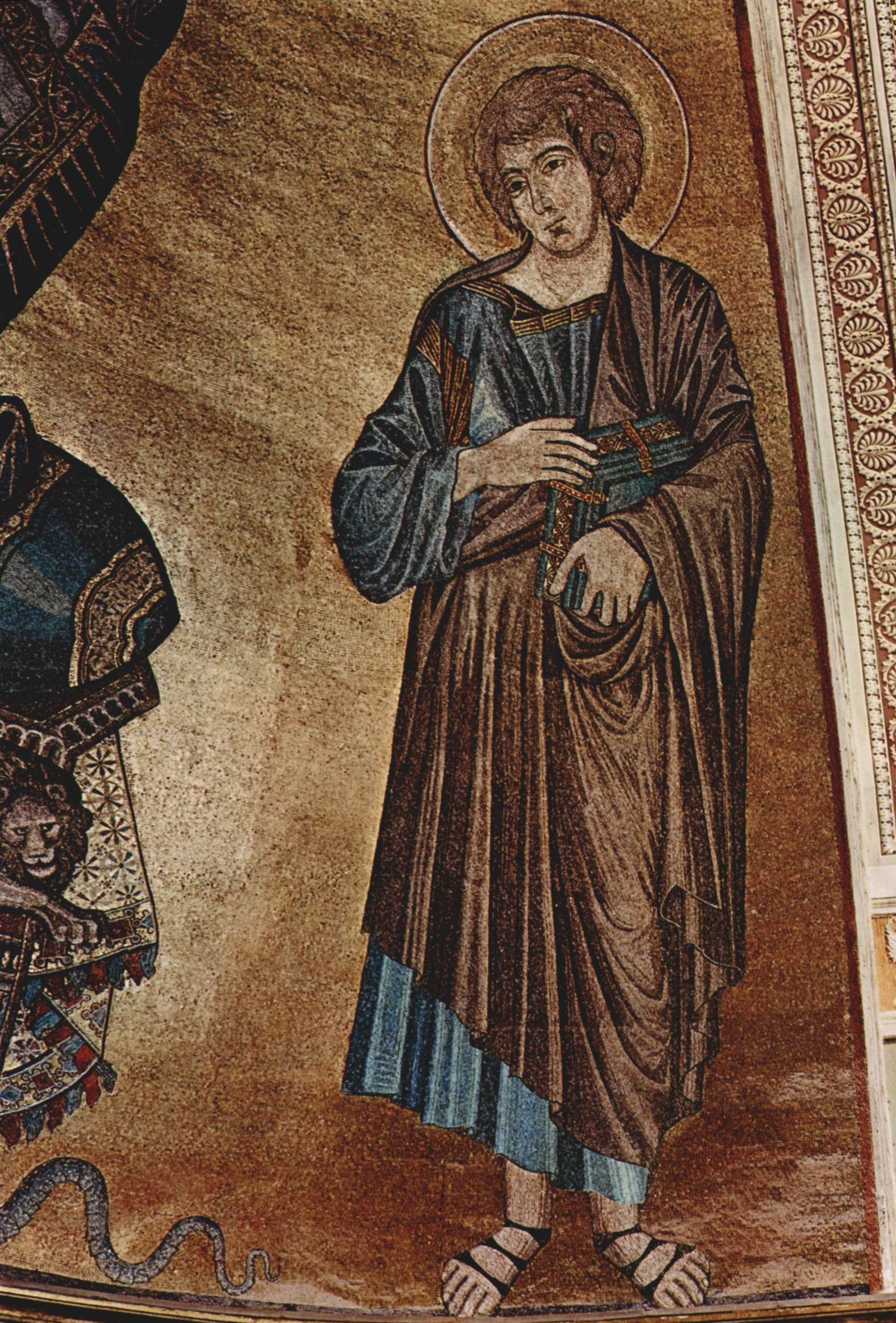
San Giovanni, forse l'unica figura riferibile a Cimabue

Cristo in trono tra la Vergine e san Giovanni è il mosaico (385x223 cm) del catino absidale del Duomo di Pisa. Si tratta dell'unica opera documentata di Cimabue, che vi lavorò dal 1301, prima di morire l'anno successivo; lo seguirono Francesco da Pisa e Vincino da Pistoia, che lo completarono nel 1320. 

## Storia
Il 2 settembre 1301 e il 19 febbraio 1302 sono documentati pagamenti all'artista che fornì il disegno dell'opera. Un documento del 19 marzo del 1302 menziona gli ereditieri di Cimabue, indicando come il pittore fosse morto lasciando il mosaico incompiuto. Il documento del 19 febbraio menziona esplicitamente il solo san Giovanni. Le differenze stilistiche con le altre due figure permette di escludere che Cimabue vi abbia lavorato.
Cavalcaselle fu il primo a studiare l'opera da un punto di vista critico, lodando la qualità del Cristo ("una tra le più maestose di quei tempi") e riscontrando la tipicità cimabuesca del san Giovanni. Nel 1896 il Trenta pubblicò in forma integrale tutta una serie di documenti sulla fornitura dei materiali per la realizzazione del mosaico e, sulla base del confronto tra tali documenti e le varie parti del mosaico stesso, ricostruì le varie fasi del lavoro: un tale Francesco avrebbe eseguito il Cristo; Cimabue il San Giovanni, il seggio e gli animali allegorici del Cristo e definito il disegno della Vergine; Vincino da Pistoia avrebbe eseguito la Vergine ed altri dettagli fino a terminare il tutto nel 1321. 
Anche Adolfo Venturi, nel 1907, riferì a Cimabue il santo e parte della figura di Cristo. Van Marle (1932) espresse giudizi positivi invece sull'autografia di Giovanni, del trono e degli animali allegorici, con una partecipazione anche alla definizione della figura della Vergine, realizzata poi successivamente da altri. Anche White (1966) confermò l'attribuzione al maestro, sottolineando la fine scansione di piani, notevole nel panorama dell'arte pregiottesca. A Cimabue viene oggi per lo più attribuito il solo San Giovanni, sia su base stilistica che documentaria.
L'opera sopravvisse miracolosamente all'incendio del 1595. Almeno quattro restauri importanti hanno alterato la fisionomia originale del mosaico, ma i critici ritengono che non abbiano alterato troppo la fisionomia del mosaico.

## Descrizione e stile
Cristo sta assiso su un trono con un grande cuscino cilindrico, mentre benedice e tiene aperto sulle ginocchia un libro su cui si legge "Ego sum Lux Mundi" ("Io sono la luce del mondo"). La rigida frontalità ieratica del volto è contrapposta alle complesse pieghettature del mantello azzurro che gli copre le gambe, ravvivata dall'agemina, priva di schematismi che appiattiscono, ma anzi dalla notevole resa volumetrica. L'orlo della veste rossa sottostante invece è più piatto, e blocca il movimento e lo spessore del drappo soprastante. Anche qui corre un'iscrizione. Il trono, a prospettiva inversa, mostra i bordi come se fosse di forma trapezoidale, decorati da drappeggi sgargianti. Qui poggiano due leoncini e due dragoni accovacciati. Un serpente e un basilisco si trovano invece schiacciati sotto i piedi nudi di Cristo. 
Ai lati si trovano la Vergine, con l'aureola gemmata e con la mano sinistra sollevata e girata verso lo spettatore quasi a richiamare la sua attenzione, e san Giovanni, che regge il libro e inclina dolcemente la testa, anche per assecondare l'andamento dell'arcone. Questa figura è l'unica ritenuta interamente autografa di Cimabue, Essendo l'unica opera documentata di Cimabue, la critica ha ricostruito l'intero corpus delle opere dell'artista a partire da questo mosaico.
Abbastanza statico, è considerata da una parte della critica: una figura "fiacca e stanca", mentre un'altra parte vi legge influssi classicisti della scuola romana, esaltandone la grazia (Supino, Chiappelli, Salmi, Battisti, Bologna). Altri ancora vi vedono una figura malinconica ma senza imbronciature.
La figura del san Giovanni ha un'ampia dilatazione, una capigliatura gonfia, un'aria malinconica quasi accennante al sorriso, regge il libro con entrambe le mani, ha le dita massicce, il naso dritto, tutte caratteristiche che ritroviamo nel Cimabue maturo, dagli affreschi di Assisi (1288-1292 circa) in poi e, in primis, nella Maestà di Santa Trinita (1290-1300 circa).
In generale il mosaico intero evoca i mosaici delle chiese bizantine e normanne, come Cefalù e Monreale in Sicilia, con una certa ampiezza nei panneggi (sebbene discontinua), derivata dall'esempio dell'arte classica, mentre ancora bizantine sono le schematizzazioni geometriche dei volti, delle mani e dei piedi, con influssi neoellenici (cioè delle tendenze ultime nell'arte bizantina orientale) nella delicatezza espressiva.